# Seabury Quinn
Seabury Grandin Quinn, Pseudonym Jerome Burke (geboren 1. Januar 1889 in Washington, D.C.; gestorben 24. Dezember 1969) war ein amerikanischer Genre-Schriftsteller. Bekannt war er vor allem für seine okkulten Geschichten um den Detektiv Jules de Grandin, die unter anderem in Pulp-Magazinen wie beispielsweise Weird Tales erschienen. Hauptberuflich war Quinn der Rechtsmediziner. Auf diesem Gebiet veröffentlichte er Fachliteratur für Leichenbestatter und Einbalsamierer und wirkte als Herausgeber von Fachzeitschriften sowie als Dozent an Fachschulen.

## Leben
Geboren wurde Seabury Quinn in Washington, D.C., wo er auch aufwuchs. 1910 absolvierte er die juristische Fakultät der National University (heute Teil der George Washington University). Nach seinem Armeedienst im Ersten Weltkrieg zog Quinn nach New York, wo er in der Rechtsmedizin mit dem Schwerpunkt Begräbnisrecht als Dozent und Herausgeber arbeitete.
Seine erste veröffentlichte Geschichte war The Law of the Movies, die im Dezember 1917 in The Motion Picture Magazine erschien. Es folgten weitere Veröffentlichungen in den zeitgenössischen Pulp-Magazinen, wie Detective Story Magazine, Weird Tales oder The Magazine of Horror. In der Oktoberausgabe 1925 von Weird Tales führte er die Figur des Detektivs Jules de Grandin ein, über die Quinn insgesamt 93 Geschichten schreiben würde, die hauptsächlich in Weird Tales erschienen. Quinn der produktivste Autor von Weird Tales, denn in 165 der insgesamt 279 erschienenen Ausgaben war ein Beitrag von ihm enthalten. Die Popularität von Quinns Geschichten übertraf die seiner Zeitgenossen Robert E. Howard und H.P. Lovecraft, deren Werk erst posthum größere Beachtung fand.
1937 zog er wieder zurück nach Washington und arbeitete kurzzeitig als Verlagsvertreter. Während des Zweiten Weltkriegs war er als Anwalt bei Regierungsbehörden tätig. Neben dieser juristischen Tätigkeit und den Detektivgeschichten veröffentlichte er unter dem Pseudonym Jerome Burke Beiträge für ein Leichenbestatter-Fachblatt namens The Dodge Magazine. Diese Beiträge, die meist auf Anekdoten von Leichenbestattern beruhten, erschienen gesammelt unter dem Titel This I Remember: The Memoirs of a Funeral Director.
1952 musste Seabury Quinn nach einer Serie von Schlaganfällen seine berufliche Karriere beenden und trat in den Ruhestand. Dies bedeutete auch das Ende für seine Arbeit als Schriftsteller. Seine letzte Erzählung Master Nicholas wurde erst 1965 in der Winterausgabe von The Magazine of Horror abgedruckt. Quinn verstarb am Weihnachtsabend 1969.
2017 erhielt Quinn postum den Cordwainer Smith Rediscovery Award für vergessene oder nicht mehr hinreichend gewürdigte Science-Fiction-Autoren.

## Bibliografie
Jules de Grandin (Kurzgeschichtenserie)
- The Horror on the Links (1925, auch als: Terror on the Links)
- The Tenants of Broussac (1925)
- The Isle of Missing Ships (1926)
- The Vengeance of India (1926)
- The Dead Hand (1926)
- The House of Horror (1926)
  - Deutsch: Das Haus des Schreckens. In: H. W. Mommers, A. D. Krauss (Hrsg.): 2 Horror-Stories. Heyne (Heyne-Anthologien #16), 1966. Auch als: Der Knochenschäler. In: Herbert van Thal (Hrsg.): Schreie aus der Schreckenskammer. Pabel (Vampir Taschenbuch #28), 1975.
- Ancient Fires (1926)
- The Great God Pan (1926)
- The Grinning Mummy (1926)
- The Man Who Cast No Shadow (1927)
- The Blood-Flower (1927)
- The Veiled Prophetess (1927)
- The Curse of Everard Maundy (1927)
- Creeping Shadows (1927)
- The White Lady of the Orphanage (1927)
- The Poltergeist (1927)
- The Gods of East and West (1928)
- Mephistopheles and Company, Ltd. (1928)
- The Jewel of Seven Stones (1928)
- The Serpent Woman (1928)
- Body and Soul (1928)
- Restless Souls (1928)
  - Deutsch: Ruhelose Seelen. In: Charles G. Waugh, Martin Greenberg (1941–2011) (Hrsg.): Vampire. Bastei Lübbe (Bastei Lübbe Allgemeine Reihe #13134), 1988, ISBN 3-404-13134-7.
- The Chapel of Mystic Horror (1928)
- The Black Master (1929)
- The Devil-People (1929)
- The Devil’s Rosary (1929)
- The House of Golden Masks (1929)
- The Corpse-Master (1929)
- Trespassing Souls (1929)
- The Silver Countess (1929)
- The House Without a Mirror (1929)
- Children of Ubasti (1929)
  - Deutsch: Die Menschenfresser. In: Michel Parry (Hrsg.): Acht Teufelseier. Pabel (Vampir Taschenbuch #42), 1976.
- The Curse of the House of Phipps (1930, auch als: The Doom of the House of Phipps)
- The Drums of Damballah (1930)
- The Dust of Egypt (1930)
- The Brain-Thief (1930)
- The Priestess of the Ivory Feet (1930)
- The Bride of Dewer (1930)
- Daughter of the Moonlight (1930)
- The Druid’s Shadow (1930)
- Stealthy Death (1930)
- The Wolf of St. Bonnot (1930)
- The Lost Lady (1931)
- The Ghost-Helper (1931)
- Satan’s Stepson (1931)
- The Devil’s Bride (1932)
  - Deutsch: Die Braut des Teufels. Luther (Horror-expert #9), 1971.
- The Dark Angel (1932)
- The Heart of Siva (1932)
- The Bleeding Mummy (1932)
- The Door to Yesterday (1932)
- A Gamble in Souls (1933)
- The Thing in the Fog (1933)
- The Hand of Glory (1933)
- The Chosen of Vishnu (1933)
- Malay Horror (1933)
- The Mansion of Unholy Magic (1933)
- Red Gauntlets of Czerni (1933)
- The Red Knife of Hassan (1934)
- The Jest of Warburg Tantavul (1934)
- Hands of the Dead (1935)
- The Black Orchid (1935)
- The Dead-Alive Mummy (1935)
- A Rival from the Grave (1936)
- Witch-House (1936)
- Children of the Bat (1937)
- Satan’s Palimpsest (1937)
- Pledged to the Dead (1937)
- Living Buddhess (1937)
- Flames of Vengeance (1937)
- Frozen Beauty (1938)
- Incense of Abomination (1938)
- Suicide Chapel (1938)
- The Venomed Breath of Vengeance (1938)
- Black Moon (1938)
- The Poltergeist of Swan Upping (1939)
- The House Where Time Stood Still (1939)
- Mansions in the Sky (1939)
- The House of the Three Corpses (1939)
- Stoneman’s Memorial (1942)
- Death’s Bookkeeper (1944)
- The Green God’s Ring (1945)
- Lords of the Ghostlands (1945)
  - Deutsch: Die Herren des Geisterlande. In: Kurt Singer (Hrsg.): Horror: Gruselgeschichten aus alter und neuer Zeit. Büchergilde Gutenberg, 1971, ISBN 3-7632-1522-0.
- Kurban (1946)
- The Man in Crescent Terrace (1946)
- Three in Chains (1946)
- Catspaws (1946)
- Lotte (1946)
- Eyes in the Dark (1946)
- Clair de Lune (1947)
- Vampire Kith and Kin (1949)
- Conscience Maketh Cowards (1949)
- The Body-Snatchers (1950)
- The Ring of Bastet (1951)
- The Phantom Fighter: Ten Memoirs of Jules de Grandin, Sometime Member of La Sûreté Général, La Faculté De Medicine Légal De Paris, Etc., Etc. (1966, Sammlung)
- Jules de Grandin (Popular Library, Sammelausgabe)
  - 1 The Adventures of Jules de Grandin (1976)
  - 2 The Casebook of Jules de Grandin (1976)
  - 3 The Skeleton Closet of Jules de Grandin (1976)
  - 5 The Hellfire Files of Jules de Grandin (1976)
  - 6 The Horror Chambers of Jules de Grandin (1977)
- The Compleat Adventures of Jules de Grandin (2001, 3 Bde., Sammelausgabe)
- The Complete Tales of Jules de Grandin (Sammelausgabe)
  - 1 The Horror on the Links (2017) [C]
  - 2 The Devil’s Rosary (2017) [C]
  - 3 The Dark Angel (2018) [C]

Roman
- Alien Flesh (1977)

Sammlungen
- Is the Devil a Gentleman? (1970)
- The Vagabond-at-Arms (2002)
- Night Creatures (2003)
- Anthology of Sci-Fi V34: The Pulp Writers: Seabury Quinn (2013)

Sachliteratur
- Weird Crimes & Servants of Satan (1999)

Kurzgeschichten
- The Stone Image (1919)
- The Cloth of Madness (1920)
- The Phantom Farmhouse (1923)
- Out of the Long Ago (1925)
- Itself (1925)
- Written in Blood (1926)
- The Monkey God (1927, auch als The Best Proof, 2009)
- In the Fog (1927, Professor Forrester)
- The Ghost of Towneley Towers (1928, Professor Forrester)
- The Problems of Professor Forrester (1928)
- The Vagabond-at-Arms (1933)
- The Bride of God (1933)
- The Tiger’s Cubs (1933)
- The Spider Woman (1934)
- The Web of Living Death (1935)
- Strange Interval (1936)
- The Globe of Memories (1937)
- Roads (1938)
  - Deutsch: Strassen. In: Hugh Walker (Hrsg.): Der verzauberte Kreuzzug. Pabel (Terra Fantasy #91), 1981.
- The Temple Dancer (1938)
- Goetterdaemmerung (1938)
- Fortune’s Fool (1938)
- As ’Twas Told to Me (1938)
- Lynne Foster Is Dead! (1938)
- More Lives Than One (1938)
- The Fire-Master (1939)
- Susette (1939)
- Washington Nocturne (1939)
- The Door Without a Key (1939)
- The Lady of the Bells (1939)
- Uncanonized (1939)
- Glamour (1939)
- Mortmain (1940)
- The Golden Spider (1940)
- The Gentle Werewolf (1940)
- The Lesser Brethren Mourn (1940)
- The Last Waltz (1940)
- Doomed (1940)
- Two Shall Be Born (1941)
- Some Day I’ll Kill You! (1941)
- Wake —and Remember (1941)
- I Married a Ghost (1941)
- Song Without Words (1941)
- Shanghai in Manhattan (1941)
- There Are Such Things (1941)
- Birthmark (1941)
- The Bush Sorceress (1942)
- Fate Rolls the Bones (1942)
- Who Can Escape... (1942)
- Is the Devil a Gentleman? (1942)
- Never the Twain ... (1942)
- Repayment (1943)
  - Deutsch: Schlangenbeschwörung. In: Kurt Singer (Hrsg.): 13 Horror-Stories. Heyne (Heyne-Anthologien #36), 1972.
- A Bargain with the Dead (1943)
- The Miracle (1943)
- Louella Goes Home (1943)
- The Unbeliever (1944)
- Bon Voyage, Michele (1944)
- Take Back That Which Thou Gavest (1945)
- Hoodooed (1947)
- Masked Ball (1947)
- Mrs. Pellington Assists (1947)
- And Give Us Yesterday (1948)
- The Merrow (1948)
- Such Stuff as Dreams (1948)
- If Two Are Dead (1949)
- Dark O’ the Moon (1949)
- Blindman’s Buff (1949)
- Congo Fury (1950)
- Dark Rosaleen (1950)
- The Last Man (1950)
- Rebels’ Rest (1950)
- Brands from the Burning (1951)
- Fling the Dust Aside (1951)
- The Scarred Soul (1952)
- Master Nicholas (1963)